# 1951 في كولومبيا
فيما يلي قوائم الأحداث التي وقعت خلال عام 1951 في كولومبيا.

## سياسة

### تعيين في المنصب
- 20 يوليو – بيليساريو بيتانكور عضو مجلس النواب الكولومبي ‏.

## رياضة
- 1 يناير – الدوري الكولومبي لكرة القدم 1951 الفائز نادي ميلوناريوس.

## مواليد

### يناير
- 1 يناير – أوسكار مونيوث رسام كولومبي.
- 1 يناير – فيدل كاستانو

### فبراير
- 6 فبراير – داريو غوميز موسيقي كولومبي.
- 13 فبراير – فرناندو تامايو تامايو

### مايو
- 13 فبراير – فرناندو تامايو تامايو

### يوليو
- 30 يوليو – سيمون ترينيداد

### أغسطس
- 10 أغسطس – خوان مانويل سانتوس
- 24 أغسطس – هيلمر هيريرا مهرب مخدرات كولومبي.

### سبتمبر
- 23 سبتمبر – كارلوس هولمز تروهيو سياسي كولومبي.
- 29 سبتمبر – أندريس كايسيدو كاتبة كولومبية.

### نوفمبر
- 20 نوفمبر – أرتور إسكوبار

### ديسمبر
- 18 ديسمبر – أورلاندو راميريز لاعب كرة قاعدة كولومبي.
- 22 ديسمبر – برودينسيو كاردونا ملاكم كولومبي.